# Драхтстеркомпагні
Драхтстеркомпагні (нід. Drachtstercompagnie) — село в нідерландській провінції Фрисландія. Входить до муніципалітету Смаллінгерланд.
Його площа становить 13,60 км², а населення станом на 2021 рік складало 1 660 осіб.
Перша згадка про населений пункт датується 1841 роком.

## Галерея

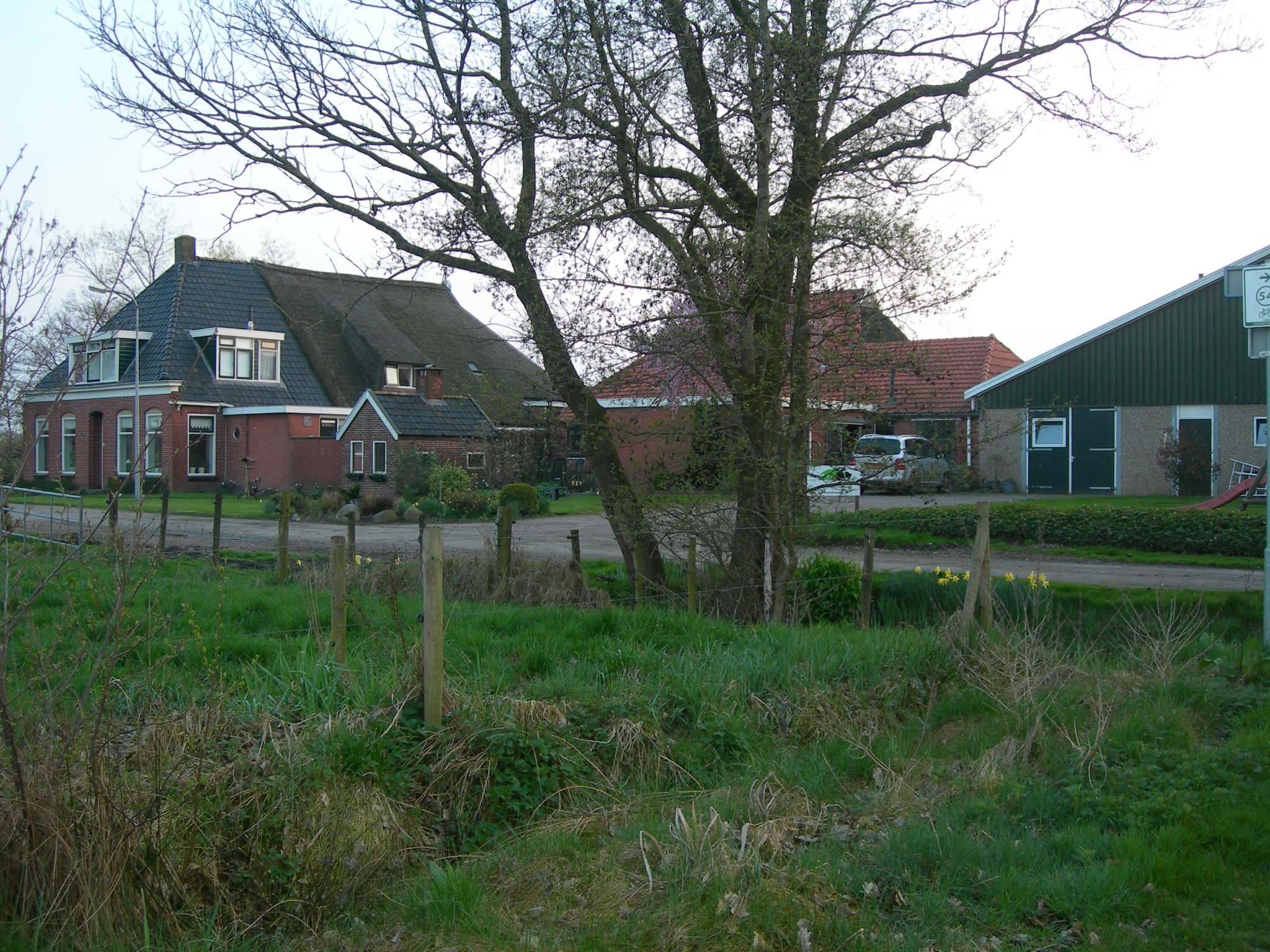
Ферма у селі
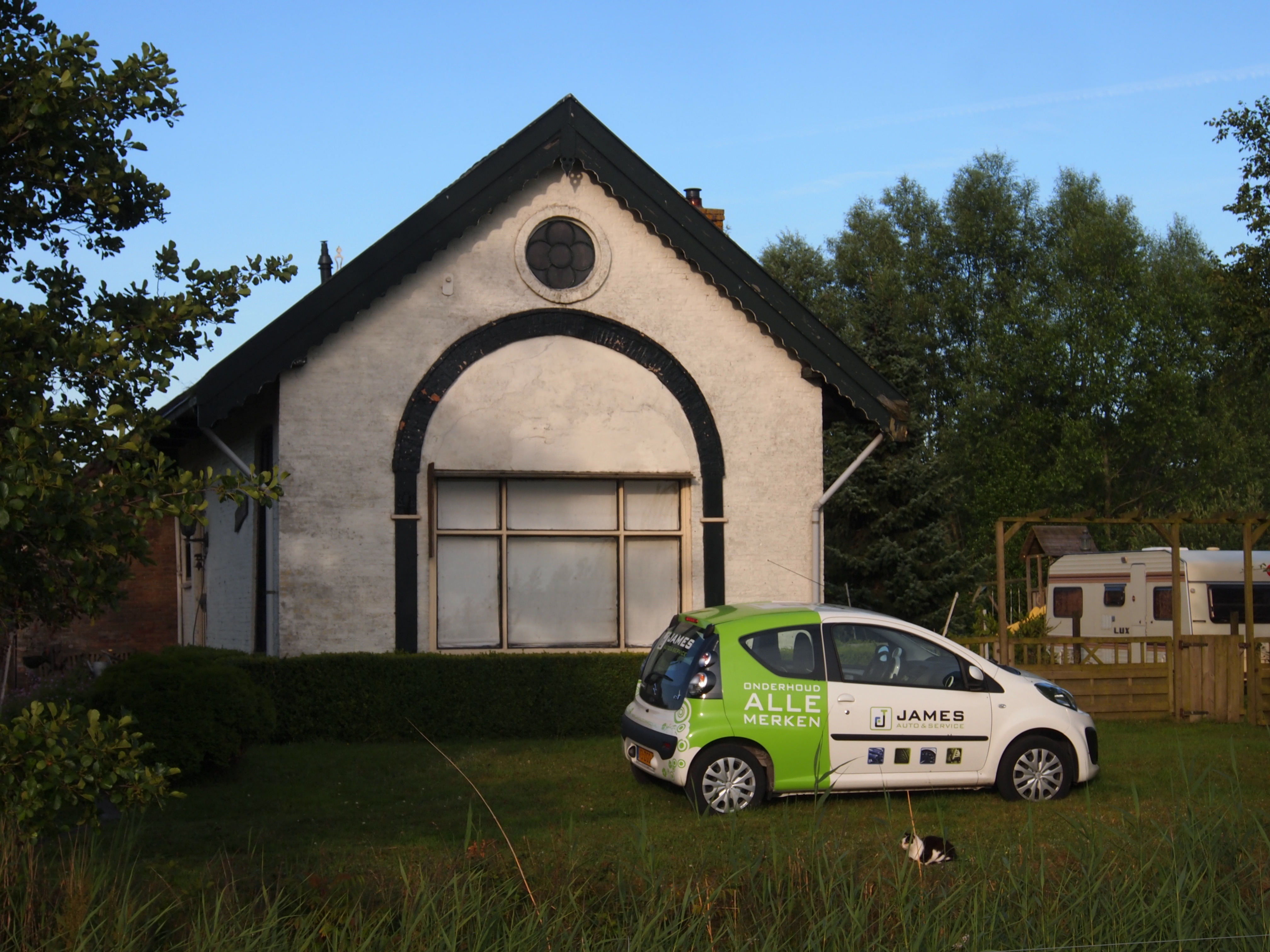
Будинок у селі
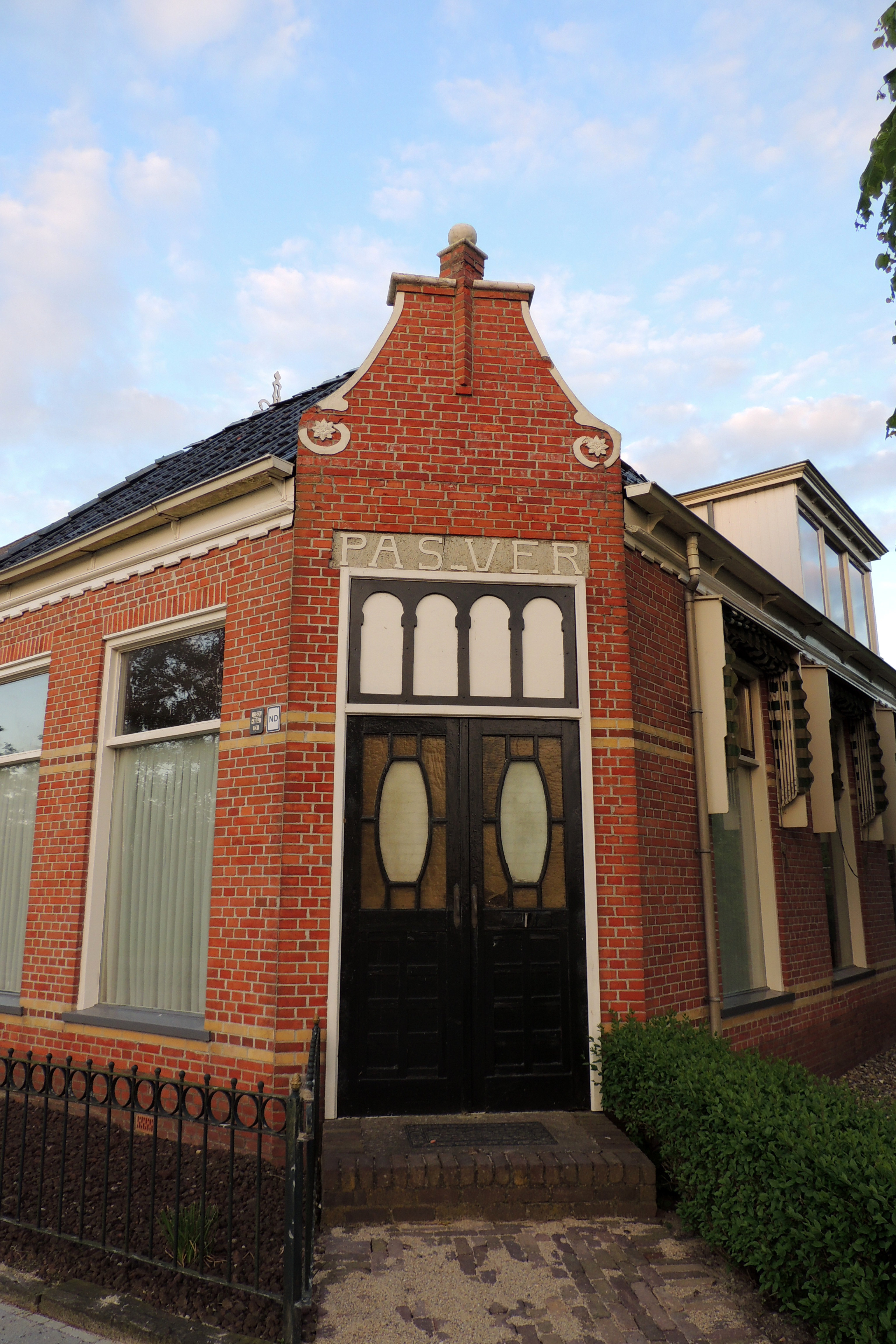
Будинок у селі
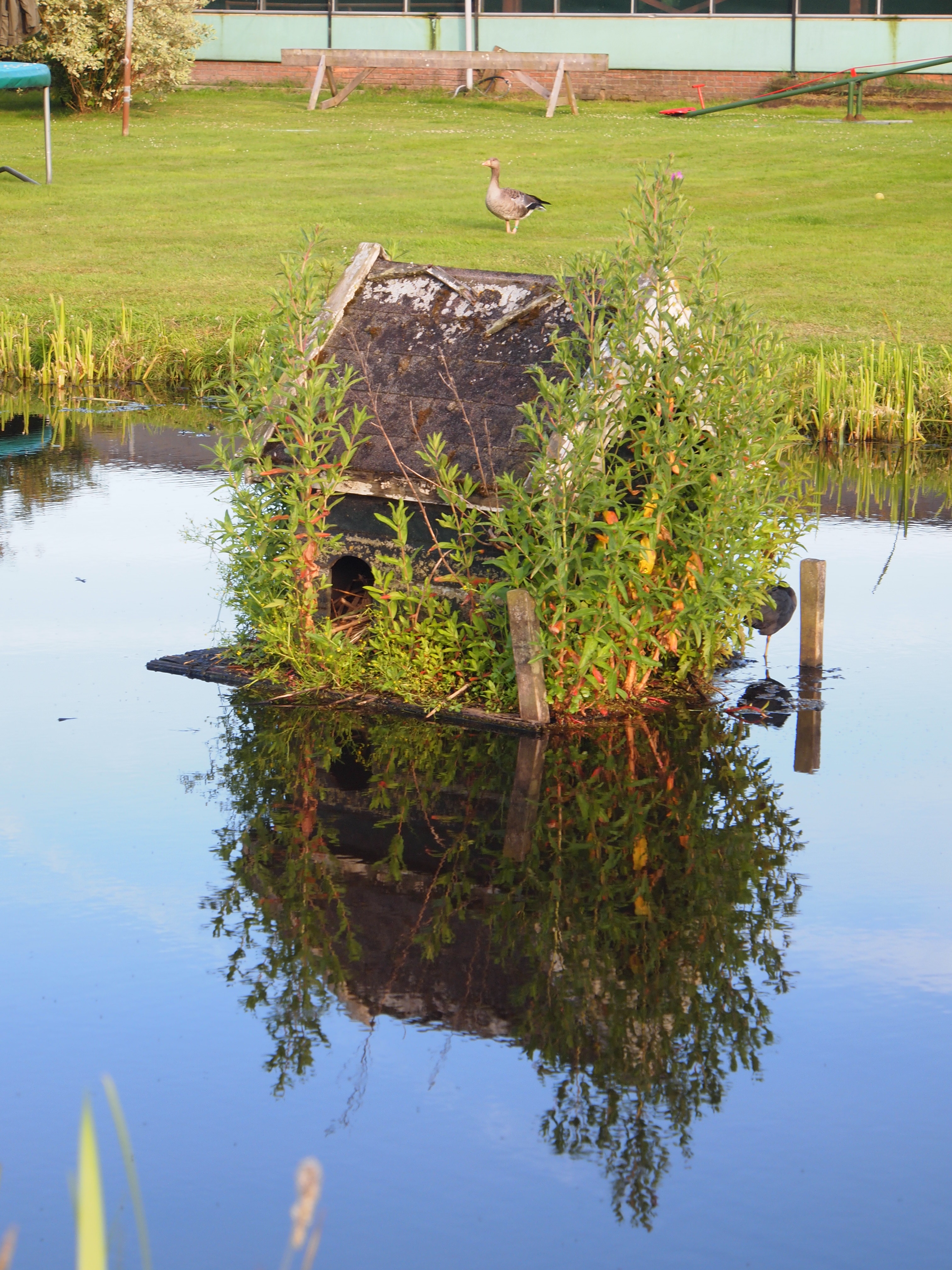
Качиний будиночок